# Unione Sportiva Sarzanese 1906
L'Unione Sportiva Sarzanese 1906 è stata la più antica società calcistica di Sarzana, in provincia della Spezia. Fondata nel 1906, ha militato per due anni in serie C negli anni quaranta, quattro in Serie C2 professionistica alla fine degli anni ottanta e oltre venticinque anni in Serie D, massimo livello dilettantistico nazionale.
Nel 2011 rinunciò alla serie D traslando il proprio titolo sportivo in Seconda Categoria regionale e, dopo aver cambiato ragione sociale negli anni successivi dapprima in "A.S.D. Sarzana 2011" e poi in "A.S.D. Sarzana Calcio 1906", ha chiuso l'esercizio nel 2020 durante la militanza in Prima Categoria, causa la totale mancanza di sovvenzionamenti.

## Storia

### Fondazione
Il 20 settembre 1906 in Piazza della Calcandola 9 (oggi piazza Matteotti), nasce l'Unione Sportiva Sarzanese. Alcuni rappresentanti del calcio proposero agli esponenti della "Nuova Italia" l'idea di unire le forze dando vita, così facendo, ad un unico sodalizio e dalle idee si passò in breve tempo ai fatti e la società venne costituita. Carlo Zappa venne designato rappresentante della "Nuova Italia" in seno al consiglio dell'Unione Sportiva Sarzanese e l'avvocato Bernardo Tamburi fu il primo presidente. Si decise che il colore di rappresentanza fosse quello rossonero. La Sarzanese partecipò al primo campionato nel 1907, una sorta di torneo interprovinciale.

### La prima rifondazione
Nel 1915, con l'entrata in guerra dell'Italia, la società perde parecchi atleti, di conseguenza si sfalda, ma con la cessazione delle ostilità giunse puntuale l'opera di rifondazione. L'Unione sportiva Sarzanese venne ricostituita in una palazzina nella piazza San Giorgio a Sarzana. Tanti sono stati i personaggi locali che hanno lavorato e contribuito a fare vivere anche se con molte difficoltà la società. Nando Clerici fu il primo Presidente del sodalizio dopo la prima guerra e negli anni venti e riconosciuta l'opera e la figura di Corrado Ravecca.

### Gli anni trenta
Negli anni trenta assunse la Presidenza della società Stefano Saudino. Quegli anni furono caratterizzati dall'ingaggio di atleti eccezionali: dall'allenatore Lorenzelli, ai vari Brizzi, Garbini, Chiodo, Guastini, Galletto, Picci, Cerri, Mangini, Cavalli ed uno in particolare, il grande Turiddu Marchini. La seconda metà degli anni trenta venne caratterizzata da un uomo che per statura morale ed umana e rimasto nel cuore degli sportivi sarzanesi: il conte Guido De Benedetti. Sotto la sua presidenza e con la guida tecnica affidata a Lorenzelli, la Sarzanese vinse il campionato di seconda divisione edizione 1936-1937.
Nel 1940 la Sarzanese partecipò alla prima divisione ligure. Si ricordano i calciatori: Gasperini, Oldoini, Castellini, Chiodo, Carbonetti, Guerra, Caprioni, Mantero, Salvietti e con Lorenzelli allenatore. L'attività rossonera cessò completamente con il campionato 1941-1942 a causa della seconda guerra mondiale, che vide il sacrificio di Miro Luperi, giovane che fra i rossoneri vestì numerose volte la maglia di portiere titolare e a cui venne assegnata la medaglia d'oro al valor militare e successivamente intitolato lo stadio comunale.

### Il dopoguerra
Dopo la guerra si ricomincia a trovare entusiasmo intorno al calcio e ancora una volta sotto la regia di Carlo Zappa a cercare di rifondare la società. Venne costituito un gruppo di lavoro tra gli appassionati e sportivi e così si ricostituisce L'Unione Sportiva Sarzanese dopo la liberazione, con Ennio Cresti presidente. Nel 1946 viene ammessa alla serie C, dove gioca due campionati, disputando i famosi derby con lo Spezia, poi retrocede due volte consecutivamente, il giocatore più rappresentativo è il genovese Roberto Lerici, che poi avrà successo in serie A come calciatore (Inter e Vicenza) e allenatore (Vicenza, Genoa e Sampdoria).
Negli anni '50, la società rossonera nonostante l'impegno rimase per diversi anni al margine dal calcio delle categorie superiori fino all'arrivo in serie D negli anni 1964-1965. La prima svolta la diede la spregiudicata politica di Sauro Giorgi che imparò in fretta il mestiere di manager. Il suo sodalizio con Corrado Orrico non a caso è entrato nella storia rossonera. Alla Presidenza Giorgi subentrò Ireno Ferrarini, poi Giancalo Alioto. Fu quindi il turno di Giorgio Bigagli ed ancora Alioto, prima di cedere la mano ad un gruppo (Beatini, Cecchini, Zucchini, Angeli, Ambrosini, Bigagli, Lamioni) intenzionato a ricostruire la società su nuove basi.

### Gli anni ottanta e novanta
Nel 1986 si insedia ai vertici della U.S. Sarzanese Emilio Beatini. Il "suo" allenatore era Marco Bergamini. Con lui si conquistò la Serie C2, giocatore prima, quindi allenatore per sei anni.
Nell'estate del 1988 assume l'incarico di Presidente Franco Zucchini che con Franco Melani allenatore, fece accarezzare la città il sogno della Serie C1. L'U.S. Sarzanese con Melani fu una delle formazioni più forti della storia rossonera. Nei primi anni novanta ricopre la carica di Presidente l'imprenditore sarzanese Guido Cecchini ancora oggi socio ed appassionato sostenitore della Sarzanese.
Tanti comunque sono stati gli uomini fortemente legati alla società che hanno contribuito prima a far grande la squadra e poi a cercare di farla vivere tra mille difficoltà in nome di un tradizione che non va dimenticata: tra i tanti ricordiamo: Idilio Lamioni da portiere nella formazione dei primi anni quaranta a Vice presidente a metà degli anni cinquanta e poi dirigente da sempre; Iliano Benvenuti, il "super" segretario dai primi anni sessanta sino agli anni novanta esperto conoscitore dei regolamenti federali; Francesco Baudone, sindaco della città, tifoso e dirigente per moltissimi anni. Parlava direttamente con i giocatori prima di ogni partita, incoraggiandoli e dandogli sempre preziosi consigli; Evaristo Musetti appassionato dirigente del settore giovanile per moltissimi anni.
Agli inizi degli anni novanta la società guidata dalla famiglia Alioto, dal Responsabile del Settore Giovanile Maffeo Perfumo e dall'attuale Presidente Angeli, riparte dopo la mancata iscrizione al Campionato Nazionale Dilettanti (stagione 1993/94) e la conseguente messa in liquidazione della vecchia U.S. SARZANESE 1906 s.r.l., e la concessione da parte della FIGC Regionale di ripartire dalla 2ª Categoria e non dalla 3ª e vincendo prima la Seconda Categoria, poi la Prima Categoria, poi lo spareggio con la Bolzanetese Virtus a Sestri Levante, davanti a 700 tifosi sarzanesi in delirio approda in un crescendo di successi all'Eccellenza Regionale e poi l'anno seguente agli spareggi nazionali per la promozione in Serie D, persi contro la Guanzatese.

### Dal 2000
Ne segue una crisi societaria, limitata dal grande impegno del Presidente (dal 1999) del sodalizio Diego Angeli, giovane dinamico e con tanta voglia di vincere, che dopo 2 anni in Promozione, grazie al ripescaggio in Eccellenza per meriti storico-sportivi riesce a riorganizzare e migliorare anno dopo anno la società, fino ad oggi allorquando, affiancato da un gruppo di sarzanesi e non, con tanta passione ha costruito una squadra degna della storia gloriosa della Sarzanese ed ha lanciato insieme all'Amministrazione Comunale un grande progetto di ristrutturazione degli impianti sportivi dello Stadio Comunale Miro Luperi, e del Centro Sportivo Berghini, vera casa della società rossonera. Nell'estate 2006, dopo la promozione in Serie D, la società ha cambiato la sua denominazione in A.S.D. Sarzanese Calcio 1906 s.r.l. Anche il settore comunicazione / relazioni con la stampa è stato potenziato ad opera di Andrea Perfumo con la creazione del
sito ufficiale della società rossonera.
Nella stagione 2006-2007 la Sarzanese ha ottenuto la salvezza. Nella stagione 2008-2009 la Sarzanese si classifica al quarto posto nel girone A di Serie D qualificandosi ai play-off. Il play-off per l'accesso alla Serie C2 giocato il 27 maggio 2009 si è concluso con la vittoria del Casale per 4-2. Con questo risultato la Sarzanese rimarrà in Serie D per il 2009-2010. Il 12 agosto 2009 è stato assegnato a sorte alla Sarzanese il girone A, come nella passata stagione. Il 5º posto ottenuto nella serie D girone A 2009-2010 le vale l'accesso ai play-off, dove viene sconfitta per 3-1 dalla Virtus Entella. La stagione 2010-2011 si conclude con un 11º posto. Il 29 luglio 2011 dopo essersi regolarmente iscritta rinuncia alla serie D e su concessione della F.I.G.C. -L.N.D. Comitato Regionale Liguria riparte dal campionato di Seconda Categoria. Negli anni successivi partecipa a Campionati di Prima e Seconda Categoria.
A inizio agosto del 2020, in Prima Categoria, la società già A.S.D. Sarzana Calcio 1906 è costretta a sciogliersi, prevalentemente per la grave carenza di finanze, dopo 114 anni ininterrotti di esercizio sportivo.

## Palmarès

### Competizioni nazionali
- Campionato Interregionale: 1

1986-1987 (girone E)

### Competizioni regionali
- Promozione: 2

1973-1974, 1978-1979 (girone B), 1980-1981 (girone B)
- Prima Categoria: 1

1995-1996 (girone D)
- Seconda Categoria: 2

1962-1963, 2017-2018 (girone F)